# Ailton
Aílton Gonçalves da Silva poznatiji kao Aílton (Mogeiro, Brazil, 19. srpnja 1973.), umirovljeni brazilski nogometaš.
Klub u kojem je završio nogometnu karijeru bio je ukrajinski Metalurg Donjeck, a prije je igrao za istanbulski Beşiktaş, UANL Tigres iz Meksika, Crvenu zvezdu te za njemačke klubove Werder Bremen, Schalke 04, Hamburg SV i Duisburg. Nakon Giovanea Elbera i Stéphanea Chapuisata, on je treći strani igrač koji je u Bundesligi uspio zabiti više od 100 golova.

## Vanjske poveznice
- Profil na stranici SambaFoot.com  Arhivirana inačica izvorne stranice od 21. travnja 2008. (Wayback Machine)
- Transfermarkt.de  Arhivirana inačica izvorne stranice od 28. kolovoza 2008. (Wayback Machine)
- Fussballdaten.de